# 渋江抽斎
渋江 抽斎（しぶえ ちゅうさい、澀江抽齋、文化2年11月8日（1805年12月28日） - 安政5年8月29日（1858年10月5日））は、江戸時代末期の医師・考証家・書誌学者。名は全善、幼名は恒吉、字は道純、または子良、通称を道純という。また、抽斎は号であり、ほかにもいくつかの号を使用していた。
吉川幸次郎の推測では「抽斎」の号は「抽」が「読」のシノニムであることから、「書物を抽(よ)むことを仕事とする男子」の意である。

## 来歴
1805年、弘前藩の侍医、渋江允成と3人目の妻縫との子として江戸の神田に生まれる。儒学を考証家・市野迷庵に学び、迷庵の没後は狩谷棭斎に学んだ。医学を伊沢蘭軒から学び、儒者や医師達との交流を持ち、医学・哲学・芸術分野の作品を著した。津軽順承に仕えて江戸に住む。考証家として当代並ぶ者なしと謳われ、漢・国学の実証的研究に多大な功績を残した、特に『経籍訪古志』は、森立之との共著だが優れたものである。
蔵書家として知られ、その蔵書数は3万5千部といわれていたが、家人の金策や貸し出し本の未返却、管理者の不注意などによりその多くが散逸した。1858年、コレラに罹患し亡くなった。墓所は神田感応寺。
生涯で4人の妻を持ち、最後の妻である五百（いお）は、抽斎没後の渋江家を守り、明治17年（1884年）に没した。
後に森鷗外が歴史小説『澀江抽齋』を発表し、一般にも広く知られた。なお鷗外に資料提供したのは抽斎の七男の渋江保である。

## 親族
- 父・渋江定所（1763-1837） ‐ 医者。名は允成、字は子礼、号に定所・容安室・柳南翁、幼名は専之助、通称は玄庵のち道陸（四世）。鳥羽藩主・稲垣家の元重臣で江戸根津で旅籠屋「茗荷屋」を営む稲垣清蔵の嫡男として生まれ、15歳の1778年に弘前藩医・渋江本皓の養子となる。儒を柴野栗山に、医を依田松純に学び、弘前藩九代・津軽寧親の侍医となる。[2]
- 母・縫 ‐ 下総国佐倉の城主堀田正順の家臣・岩田忠次の妹。定所の三人目の妻。[3]

森鷗外の『渋江抽斎』には、四回結婚しその間に七男七女を儲けた記述がある。
- 1人目の妻 尾島 定（おじま さだ）
  - 長男 恒善（つねよし）
- 2人目の妻 比良野 威能（いの）
  - 長女 純（いと）
- 3人目の妻 岡西 徳（おかにし とく）
  - 次男 優善（やすよし）
  - 三男 八三郎（はちさぶろう）
  - 二女 好（よし）
- 4人目の妻 山内 五百（やまのうち いお）
  - 四男 幻香（げんこう）
  - 五男 修・本名 専六（せんろく）
  - 六男 翠暫（すいざん）
  - 七男 渋江保・本名 成善（しげよし）
  - 三女 棠（とう）
  - 四女 杵屋勝久・本名 陸（くが）
  - 五女 癸巳（きし）
  - 六女 水木（みき）
  - 七女 幸（さき）

## 著作
- 『経籍訪古志』共著
- 『留真譜』
- 『護痘要法』
- 『四つの海』
- 『呂后千夫（りょこうせんふ）』小説、未刊行
- 『読書指南』、市野迷庵著の補遺

## 史伝
- 森鷗外『澀江抽齋』1916年1月13日-5月20日『大阪毎日』『東京日日』

現行版
- 森鷗外『渋江抽斎』岩波文庫（中野三敏注・解説）、改版1995年
- 森鷗外『渋江抽斎』中公文庫（尾形仂注、佐伯彰一解説）、1988年